# Retrats de la família Roulin
Els Retrats de la família Roulin és una sèrie de quadres resalitzats pel pintor postimpressionista neerlandès Vincent van Gogh a Arle entre 1888 i 1890.
Vincent van Gogh, pintor de molts paisatges, també es va voler dedicar als retrats. En la recerca d'un model per als seus quadres va trobar el carter Joseph Roulin, que frequantava el café de l'Estació d'Arle.
Joseph Roulin va néixer el 4 d'abril de 1841 a Lambesc, aproximadament a 60 kilòmetres d'Arle, i va morir el setembre de 1903 a Marsella. El 31 d'agost de 1868 es va casar amb Augustine-Alex Pellicot (Lambesc, 9 d'octubre de 1851-5 d'abril de 1930. Els Roulin van tenir tres fills: Armand, Camille i Marcelle.
Van Gogh va pintar els següents retrats dels membres d'aquesta família:
|                      |                                        |
| Tipus                | sèrie pictòrica                        |
| Creador              | Vincent van Gogh                       |
| Creació              | 1888                                   |
| Mètode de fabricació | pintura a l'oli                        |
| Gènere               | retrat pictòric                        |
| Moviment             | postimpressinisme                      |
| Mida                 | 81,2 () × 65,3 () cm                   |
| Col·lecció           | Museu de Belles Arts de Boston, Boston |

|                      |                    |
| Tipus                | sèrie pictòrica    |
| Creador              | Vincent van Gogh   |
| Creació              | 1889               |
| Mètode de fabricació | pintura a l'oli    |
| Gènere               | retrat pictòric    |
| Mida                 | 66,2 () × 55 () cm |
| Col·lecció           | Fundació Barnes    |

|                      |                                    |
| Tipus                | sèrie pictòrica                    |
| Creador              | Vincent van Gogh                   |
| Creació              | 1888                               |
| Mètode de fabricació | pintura a l'oli                    |
| Gènere               | retrat pictòric                    |
| Moviment             | postimpressionisme                 |
| Mida                 | 65 cm ()                           |
| Col·lecció           | Kunstmuseum Winterthur, Winterthur |

|                      |                    |
| Tipus                | sèrie pictòrica    |
| Creador              | Vincent van Gogh   |
| Creació              | 1888               |
| Mètode de fabricació | pintura a l'oli    |
| Gènere               | retrat pictòric    |
| Moviment             | postimpressionisme |
| Mida                 | 64,4 cm ()         |
| Col·lecció           | MoMA, Nova York    |

|                      |                               |
| Tipus                | sèrie pictòrica               |
| Creador              | Vincent van Gogh              |
| Creació              | 1889                          |
| Mètode de fabricació | pintura a l'oli               |
| Gènere               | retrat pictòric               |
| Moviment             | postimpressionisme            |
| Mida                 | 65,3 () cm ·                  |
| Col·lecció           | Museu Kröller-Müller, Otterlo |

|                      |                                    |
| Tipus                | sèrie pictòrica                    |
| Creador              | Vincent van Gogh                   |
| Creació              | 1888                               |
| Mètode de fabricació | pintura a l'oli                    |
| Gènere               | retrat pictòric                    |
| Moviment             | postimpressionisme                 |
| Mida                 | 65,3 () cm ·                       |
| Col·lecció           | Detroit Institute of Arts, Detroit |

|                      |                                       |
| Tipus                | sèrie pictòrica                       |
| Creador              | Vincent van Gogh                      |
| Creació              | 1888                                  |
| Mètode de fabricació | pintura a l'oli                       |
| Gènere               | retrat pictòric                       |
| Moviment             | postimpressionisme                    |
| Mida                 | 63,5 () × 51 () cm                    |
| Col·lecció           | Metropolitan Museum of Art, Nova York |

|                      |                    |
| Tipus                | sèrie pictòrica    |
| Creador              | Vincent van Gogh   |
| Creació              | 1888               |
| Mètode de fabricació | pintura a l'oli    |
| Gènere               | retrat pictòric    |
| Moviment             | postimpressionisme |
| Mida                 | 47,5 () × 39 () cm |
| Col·lecció           | Sammlung Nathan    |

|                      |                                        |
| Tipus                | sèrie pictòrica                        |
| Creador              | Vincent van Gogh                       |
| Creació              | 1888                                   |
| Mètode de fabricació | pintura a l'oli                        |
| Gènere               | retrat pictòric                        |
| Moviment             | postimpressionisme                     |
| Mida                 | 92 () × 72 () cm                       |
| Col·lecció           | Museu de Belles Arts de Boston, Boston |

|                      |                           |
| Tipus                | sèrie pictòrica           |
| Creador              | Vincent van Gogh          |
| Creació              | 1888                      |
| Mètode de fabricació | pintura a l'oli           |
| Gènere               | retrat pictòric           |
| Moviment             | postimpressionisme        |
| Mida                 | 92,5 () × 73 () cm        |
| Col·lecció           | Museu Van Gogh, Àmsterdam |

|                      |                                         |
| Tipus                | sèrie pictòrica                         |
| Creador              | Vincent van Gogh                        |
| Creació              | 1888                                    |
| Mètode de fabricació | pintura a l'oli                         |
| Gènere               | retrat pictòric                         |
| Moviment             | postimpressionisme                      |
| Mida                 | 65 () × 54 () cm                        |
| Col·lecció           | Museu Boijmans Van Beuningen, Rotterdam |

|                      |                                     |
| Tipus                | sèrie pictòrica                     |
| Creador              | Vincent van Gogh                    |
| Creació              | 1890                                |
| Mètode de fabricació | pintura a l'oli                     |
| Gènere               | retrat pictòric                     |
| Moviment             | postimpressionisme                  |
| Mida                 | 63 () × 54 () cm                    |
| Col·lecció           | Museu d'Art de São Paulo, São Paulo |